# Phil Lester
Philip Michael "Phil" Lester (Rawtenstall, Inglaterra, 30 de enero de 1987) es un youtuber, actor y locutor de radio británico, conocido por su canal de YouTube AmazingPhil, y por protagonizar junto a su amigo Dan Howell el programa de radio Dan and Phil en la BBC Radio 1 desde el 13 de enero de 2013 al 24 de agosto de 2014. Desde septiembre de 2014 y hasta abril de 2016, Lester también fue uno de los presentadores del programa de radio The Internet Takeover, junto con Howell. El 26 de marzo de 2015, Lester y Howell anunciaron el lanzamiento de su primer libro, The Amazing Book Is Not On Fire, el cual se publicó el 8 de octubre de 2015. En relación de su libro, en octubre y noviembre de 2015 ambos realizaron una gira por todo el Reino Unido, llamada "The Amazing Tour Is Not On Fire".

## Biografía
Lester nació el 30 de enero de 1987 en Rawtenstall, Inglaterra, y tiene un hermano mayor llamado Martin. Desde agosto de 2011, vive con su mejor amigo Dan Howell en un apartamento compartido en Londres. Lester tiene una licenciatura en inglés y lingüística, así como también un postgrado en Department of Theatre, Film and Television, y una maestría en artes en vídeo y efectos visuales en la Universidad de York. En 2011, Lester ganó un Cadbury World Record por apilar monedas, colocando 25 monedas en tan sólo unos 31.617 segundos. el 30 de junio del año 2019 lester salió del clóset en YouTube en el video llamado "coming out to you"

## Carrera

### YouTube

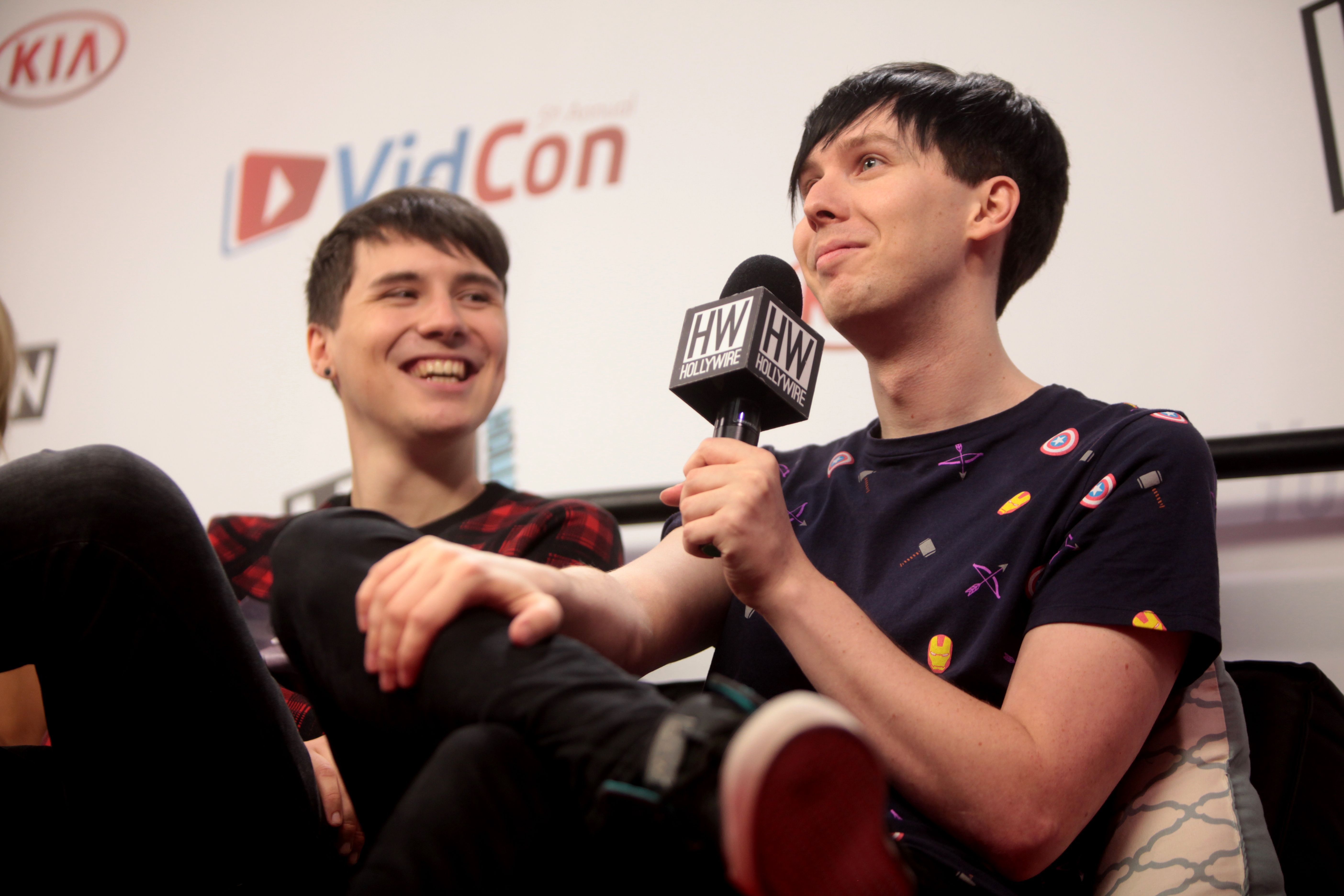
Lester y Dan Howell (izquierda), en una conferencia de VidCon, 2014.

A la edad de 19 años, Lester publicó su primer video en YouTube en su canal, llamado AmazingPhil (Increíble Phil). Desde entonces, ha publicado más de 200 vídeos, y cuenta con más de 4 millones de suscriptores, y con más de 450 millones de reproducciones.
 Su canal alcanzó el millón de suscriptores el 6 de julio de 2013, y 2 millones el 29 de agosto de 2014. El 12 de octubre de 2015 alcanzó los 3 millones de suscriptores y el 14 de marzo de 2017 alcanzaría los 4 millones de suscriptores.
Lester también tiene un segundo canal, llamado LessAmazingPhil que fue creado en marzo de 2008 y el cual tiene más de un millón de suscriptores y casi 32 millones de visitas.
El 12 de septiembre de 2014, Lester junto a su amigo Dan Howell, publicó el primer video en su nuevo canal de YouTube, DanandPhilGAMES. A la fecha, dicha cuenta tiene más de 3 millones de suscriptores y supera los 342 millones de reproducciones.
En 2010, Lester y Howell formaron parte del programa anual de 24 horas emitido por internet Stickaid, el cual animaba a los espectadores a realizar donaciones a Unicef con el fin de recaudar fondos.
Lester también ha aparecido junto a Howell en la serie web de Benjamin Cook, Becoming YouTube, y fue entrevistado en diversos temas por Cook. El 1 de abril de 2015, Lester y Howell lanzaron un canal spin-off de DanAndPhilCRAFTS, como broma del April Fools' Day. El canal cuenta con un video de él y Howell creando copos de nieve con papel. El canal alcanzó más de 154.000 suscriptores y 500.000 visitas en una semana. Un año más tarde, el 1 de abril de 2016, volvieron a subir un video a este canal, en el que hacían "caras de purpurina". Lester y Howell también colaboraron en conjunto con el canal de YouTube My Damn Channel en el The Super Amazing Project, en el cual investigaban sucesos paranormales enviados por sus seguidores. Sin embargo, el 1 de octubre de 2014, ambos anunciaron que dejarían de intervenir en el programa para concentrarse en su programa de radio.

### BBC Radio 1
La BBC anunció que a partir de enero de 2013, Lester y Howell presentarían un programa de entretenimiento los domingos por la noche en la BBC Radio 1, como presentadores de un programa radiofónico para entretener a los oyentes llamado Dan and Phil. En agosto de 2014, se anunció que el último show del programa sería transmitido el 24 de agosto, pero el dúo se trasladaría a un espectáculo diferente emitido los lunes por la noche, llamado The Internet Takeover; junto con otras personalidades de YouTube.

### The Amazing Book Is Not On Fire y The Amazing Tour Is Not On Fire
El 26 de marzo de 2015, Dan y Phil anunciaron la publicación de un libro coescrito por los dos llamado "The Amazing Book Is Not On Fire" (TABINOF),[1] fue lanzado en Reino Unido el 8 de octubre de 2015 y mundialmente el 15 de octubre del 2015 publicado por la editorial Ebury Press y Random House Children's Books. El libro llegó a ser #1 New York Times Best Seller en la categoría de "Hardcover Young Adult"[2][3]
El 25 de marzo anunciaron que además del libro también irían a un tour llamado "The Amazing Tour Is Not On Fire"(TATINOF)[4]

### Youtube Red Originals yDan and Phil Go Outside
En junio de 2016 Dan y Phil anunciaron que "The Amazing Tour Is Not On Fire" (TATINOF) sería llevado a película y que habría un documental del detrás de escenas, los cuales serían publicados bajo Youtube Red Originals [5], es decir, serían de transmisión paga y que estarían en Google Play Store también; estos salieron el 5 de octubre del 2016; la película en el canal de danisnotonfire [6] y el documental en el canal de AmazingPhil [7].
Junto a esto anunciaron que publicarían un libro de fotografías (photobook) llamado "Dan and Phil Go Outside"Archivado el 3 de agosto de 2016 en Wayback Machine. [8]

### Otros medios
En 2013, Lester y Howell aparecieron en el programa de televisión Friday Download. Lester también ha aparecido en otros programas de televisión, incluyendo el popular El rival más débil. Además, interpretó el papel de Tim en la película Faintheart, y ha aparecido en un comercial de Confused.com.
Lester fue entrevistado con otros artistas del internet en Channel 4 News en octubre de 2012, sobre su creciente popularidad en YouTube, y ser vlogger como profesión. Lester, junto con Howell, también realizó un cameo en la película de Disney Big Hero 6 como el Técnico 2, mientras que Howell como el Técnico 1. En 2015, Lester prestó su voz al personaje de Rash en la miniserie en línea Oscar's Hotel for Fantastical Creatures.

## Premios y nominaciones
| Año  | Premio                                                    | Nominación                                                         | Resultado |
| ---- | --------------------------------------------------------- | ------------------------------------------------------------------ | --------- |
| 2013 | Sony Golden Headphones Award                              | Dan and Phil on BBC Radio 1                                        | Ganador   |
| 2014 | Teen Choice Award                                         | The Photo Booth Challenge                                          | Nominado  |
| 2016 | British Online Creator Awards - Collaboration of the Year | (With Dan Howell) Phil is not on fire 7                            | Ganador   |
| 2016 | British Online Creator Awards - Creator of the Year       | Phil Lester                                                        | Ganador   |
| 2016 | British Online Creator Awards - Film of the Year          | (With Dan Howell) The Amazing Tour Is Not On Fire - Official Movie | Ganador   |
| 2016 | British Online Creator Awards - Film of the Year          | (With Dan Howell) Dan & Phil's Story of TATINOF                    | Nominado  |
| 2016 | British Online Creator Awards - Collaboration of the Year | (With Hazel Heyes) Tipsy Talk with AmazingPhil                     | Nominado  |
| 2016 | British Online Creator Awards - Travel Video of the Year  | A Day in the Life of Dan and Phil in AUSTRALIA!                    | Nominado  |